# John Franco
Pour les articles homonymes, voir Franco (homonymie).
John Anthony Franco (né le 17 septembre 1960 à Brooklyn, New York, États-Unis) est un ancien lanceur de relève étoile de la Ligue majeure de baseball.
John Franco détient le record pour un lanceur gaucher de 424 sauvetages en carrière. Il est le premier lanceur gaucher à franchir les 300, puis les 400 sauvetages en carrière.
Ses 1 119 matchs joués en carrière sont un record de la Ligue nationale de baseball pour un lanceur. Après la saison 2016, il occupe le 3e rang des lanceurs de la Ligue majeure de baseball pour les matchs joués, après Jesse Orosco (1 252) et Mike Stanton (1 178). 
Franco évolue 21 saisons dans le baseball majeur. Joueur des Reds de Cincinnati de 1984 à 1989, il s'illustre ensuite pour les Mets de New York de 1990 à 2001, puis en 2003 et 2004. Il joue sa dernière année en 2005 chez les Astros de Houston. Il reçoit 4 sélections au match des étoiles, est deux fois élu releveur de l'année et mène la Ligue nationale pour les sauvetages lors de trois saisons différentes. Sa moyenne de points mérités en carrière s'élève à 2,89 en 1 245 manches et deux tiers lancées. 

## Carrière

### Reds de Cincinnati
Joueur du Red Storm de l'université de Saint John (New York), John Franco est repêché par les Dodgers de Los Angeles au 5e tour de sélection en juin 1981. Il ne joue jamais pour les Dodgers car, alors qu'il évolue toujours en ligues mineures, ceux-ci l'échangent aux Reds de Cincinnati le 9 mai 1983 en retour de Rafael Landestoy, un joueur de champ intérieur. 
Franco fait ses débuts dans le baseball majeur le 24 avril 1984 avec Cincinnati. En 6 saisons jouées pour les Reds, il maintient une moyenne de points mérités de seulement 2,49 en 528 manches lancées lors de 393 matchs. Après avoir conservé une moyenne de 2,61 en 79 manches et un tiers lancées à sa saison recrue en 1984, il abaisse celle-ci à 2,18 en 99 manches de travail en 1985, alors qu'il remporte 12 victoires contre trois défaites. 
De 1986 à 1989, Franco réussit respectivement 29, 32, 39 et 32 sauvetages pour les Reds. Son sommet personnel de 39 en 1988 est cette année-là le plus haut total parmi les lanceurs de la Ligue nationale. En 1988, sa moyenne de points mérités de 1,57 en 86 manches lancées est la meilleure de carrière et il reçoit le premier de ses deux prix du meilleur releveur de l'année en Ligue nationale. C'est aussi l'une des trois saisons où sa moyenne est sous les 2 points mérités par partie - il répète l'exploit avec les Mets de New York en 1992 et en 1996. 
Trois des quatre sélections pour le match des étoiles obtenues par Franco au cours de sa carrière le sont sous l'uniforme des Reds : en 1986, 1987 et 1989. 
Les 148 sauvetages de John Franco avec Cincinnati représentent un record de franchise qui est battu en 2004 par Danny Graves,.

### Mets de New York
Le 6 décembre 1989, les Reds de Cincinnati échangent John Franco aux Mets de New York contre le lanceur droitier Kip Gross et le releveur gaucher Randy Myers. Ce dernier remplacera Franco comme stoppeur des Reds et, en tant que l'une des trois composantes des Nasty Boys, aidera Cincinnati à remporter la Série mondiale 1990.

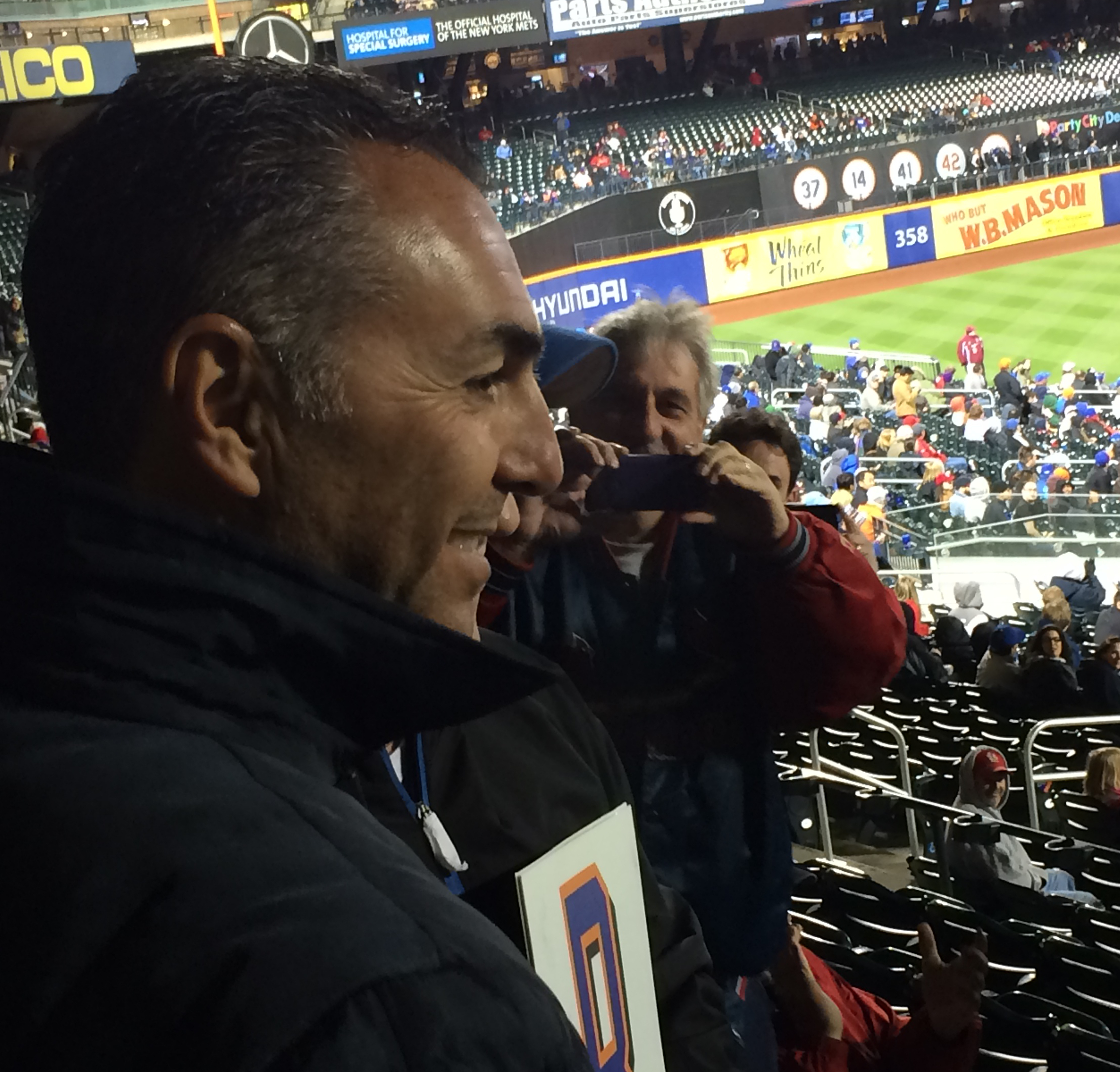
John Franco (à gauche) lors d'un match de baseball à Citi Field en 2014.

John Franco établit le record de sauvetages par un lanceur des Mets de New York. Il en réussit 276, une marque d'équipe qui tient toujours en date de 2017. Le 16 juillet 1994, dans une victoire de 5-4 sur San Diego, il réalise son 108e sauvetage pour les Mets, battant le record précédent détenu par Jesse Orosco. Il bat aussi largement le record des Mets pour le nombre de matchs joués par un lanceur, ses 695 parties en carrière sous cet uniforme dépassant en cours de route le record précédent de 401 de Tom Seaver, un ancien lanceur partant,. Franco passe Seaver avec son 402e match pour les Mets le 19 juin 1998,.
Le 29 avril 1996 dans une victoire des Mets à New York sur les Expos de Montréal, Franco devient le premier releveur gaucher de l'histoire à réussir 300 sauvetages dans les majeures, et le 8e lanceur de relève à atteindre ce total. Le 11 mai 1996, les Mets organisent le John Franco Day (« Journée John Franco ») pour fêter le 300e sauvetage de leur lanceur : le match face aux Cubs de Chicago est marqué par une bagarre qui dure 16 minutes et par l'expulsion de 9 joueurs et entraîneurs, incluant Franco, qui ne joue pas ce jour-là,.
Le 14 avril 1999, alors que les Mets triomphent à domicile sur les Marlins de la Floride, il est le deuxième lanceur de l'histoire après le droitier Lee Smith et le premier gaucher à réussir 400 sauvetages.
Franco mène la Ligue nationale pour les sauvetages avec 33 en 1990 et 30 en 1994. Il connaît 6 saisons d'au moins 30 sauvetages pour New York. En 1990, il représente le club au match des étoiles et reçoit le prix du releveur de l'année dans la Ligue nationale pour la seconde fois en trois saisons. En 1992, sa moyenne de points mérités est de seulement 1,64 mais il ne lance que 33 manches. En 1996 cependant, il maintient une moyenne de points mérités de 1,83 avec une charge de travail normale pour lui, soit 54 manches lancées. 
En 702 manches et deux tiers lancées lors de 695 matchs pour les Mets, de 1990 à 2004, la moyenne de points mérités de John Franco s'élève à 3,10. 
Durant la saison 1999, après s'être blessé à un doigt, il perd le rôle de stoppeur qui était le sien à New York depuis 1990 et c'est Armando Benítez qui en profite pour lui succéder dans ce rôle. 
Les seules présences de John Franco en séries éliminatoires sont avec les Mets, en 1999 et en 2000. Sa moyenne de points mérités se chiffre à 1,88 en éliminatoires, avec un seul sauvetage, réalisé face aux Giants de San Francisco en 2000. Il lance dans quatre des cinq matchs de la Série mondiale 2000, perdue par les Mets devant les Yankees de New York, mais n'accorde aucun point en trois manches et un tiers de travail, en plus d'être le lanceur gagnant du 3e match de la finale, joué au Shea Stadium.
En mai 2001, à l'âge de 40 ans et à sa 12e saison avec l'équipe, John Franco est nommé capitaine des Mets.
Après avoir subi une opération au coude gauche après la saison 2001, Franco doit à nouveau subir une intervention chirurgicale, cette fois une opération Tommy John subie à 41 ans et qui lui fait rater toute la saison 2002. Il revient au jeu et lance pour les Mets en 2003 et 2004. Les succès sont au rendez-vous à son retour avec une moyenne de points mérités de 2,62. Mais il est inefficace à sa dernière saison chez les Mets. Il fait un dernier essai en 2005 en lançant 15 manches pour les Astros de Houston, puis met fin à une carrière de 21 saisons. 
En 2011, John Franco est éligible pour l'élection au Temple de la renommée du baseball mais ne reçoit que 27 votes, pour une part de 4,6 pour cent du vote qui est insuffisante pour que son nom apparaisse de nouveau sur les bulletins l'année suivante.
En juin 2012, John Franco est honoré en devenant le 26e membre de l'équipe à entrer au Mets Hall of Fame.

## Vie personnelle
John Franco est Italo-Américain.
John Franco et son épouse Rose sont mariés depuis 1987 ; ils grandissent à Brooklyn à une dizaine de rues l'un de l'autre et se rencontrent alors qu'il est âgé de 17 ans et qu'elle en a 15. Le couple a deux filles, Nicole et Ella, et un fils prénommé J. J.. Ce dernier, un joueur de deuxième but, est repêché par les Mets de New York en 2010 puis par les Braves d'Atlanta en 2014, joue au baseball pour l'université Brown puis professionnellement dans les ligues mineures des 2014 à 2016 avec des clubs affiliés aux Braves et aux White Sox de Chicago.
En 2004, une enquête du FBI révèle que John Franco a offert à des membres de la famille Bonanno et à d'autres familles de la mafia américaine et canadienne des billets pour assister à un match de baseball des Mets de New York à Montréal en 1993, ainsi que des billets pour des matchs au Shea Stadium de New York. Bien que Franco lui-même n'est pas sous enquête, les allégations suggèrent que Franco a contrevenu aux règles de la Ligue majeure de baseball qui interdit aux joueurs d'être associés avec des membres du crime organisé.